# Rytmisk Musikkonservatorium
Das Rytmisk Musikkonservatorium (deutsch: Rhythmisches Musikkonservatorium) ist eine moderne Musikhochschule in Kopenhagen, Dänemark,  und untersteht dem Kulturministerium. Es bietet eine Ausbildung auf höchstem Niveau in zeitgenössischer Musik und anderen Musikformen, von Jazz bis Rock und Pop bis zu neuesten musikalischen Ausdrucksformen wie Hip-Hop und elektronischer Musik.
Die Vorgängereinrichtung, 1986 in Frederiksberg gegründet, zog 1996 auf das Gelände des ehemaligen Marinestützpunktes Holmen in Kopenhagen um, wo sich das Rytmisk Musikkonservatorium unter Gründungsrektor Erik Moseholm zusammen mit der Staatlichen Theaterschule, Den Danske Filmskole (Dänische Filmhochschule) und der Königlich Dänischen Kunstakademie neu einrichtete.
2005 wurde der britische Musiker und Komponist Django Bates zum Professor für rhythmische Musik am Musikkonservatorium berufen.

## Ausbildung
Die Studiensemester gehen jeweils von August – Dezember und von Januar – Juni.
Die Ausbildung wird für folgende Spezialisierungen angeboten:
- Musiklehrer
- Lehrer für Musik- und Bewegung
- Musiker
- Tonmeister
- Musik-Management
- Songwriter
- Solist

Die Abschlüsse können auf Bachelor- und Master-Ebene erworben werden.

## Ziele und Aufgaben des Konservatoriums
- Eine professionelle Ausbildung für zeitgenössische, rhythmische Musik anzubieten
- Forschung und Entwicklungsarbeit zu betreiben
- Zur Musikkultur in Dänemark beizutragen und diese zu fördern